# Dhigurah (Noonu-atol)
Dhigurah is een van de onbewoonde eilanden van het Noonu-atol behorende tot de Maldiven.